# أفعى الطوق
أفعى الطوق (الاسم العلمي: Diadophis punctatus) (بالإنجليزية: Ringneck Snake)‏ هي أفاعي غير سامة وأليفة، بعض الناس يفضلون ويحبون أن يربوا هذه الافاعي وسميت بافعي الطوق بسبب وجود طوق علي رقبتها كبير وسهل تمييزه.
وهي ثعابين نحيلة ويتدرج حجمها من صغيرة إلى متوسطة ومتوسط نمو الثعبان 15 بوصة وفي بعض الأحيان تكون الإناث أطول من الذكور ولكن ليس بشكل ملحوظ ولكن ذيلها أقصر نسبيا من الذكور.
كلما اقترب فصل الصيف ويصبح الطقس أكثر دفئا يظهر ثعابين الطوق وتنتشر بعد ان كانت ف سباتها في نسيان/أبريل وتصبح أكثر نشاطا في ايار/مايو وحزيران/يونيه

## الموطن
ويتنوع المناطق التي توجد بها 
وتشمل الغابات الناضجة والحقول القديمة والتلال الصخرية والحقول العشبية والأنهار وحواف الغابات ولكنها تفضل الاماكن المشجرة والرطبة القريبة من السهول الفيضية للانهار
والغابات الرطبة الصلبة وحواف الأراضي الرطبة وفي المناطق الجبلية، توجد في كثير من الأحيان مناطق رملية في موائل أكثر انفتاحا حيث غالبا ما تختبئ تحت الصخور

## التكاثر
تستغرق هذه الثعابين حوالي 3 سنوات للوصول إلى مرحلة النضج، وثعبان الطوق في كثير من الأحيان يعيش أطول من 10 عاما. 
وموسم التزاوج يكون في مايو ويونيو، ويحدث وضع البيض في نهاية حزيران / يونيه أو أوائل تموز / يوليه.
الإناث عادة ما تضع 2 إلى 10 من البيض ويكون البيض في شكل اقرب الي مستطيل طوله حوالي 1 بوصة في مواقع العش أو تحت الصخور أو في الجحور القديمة.

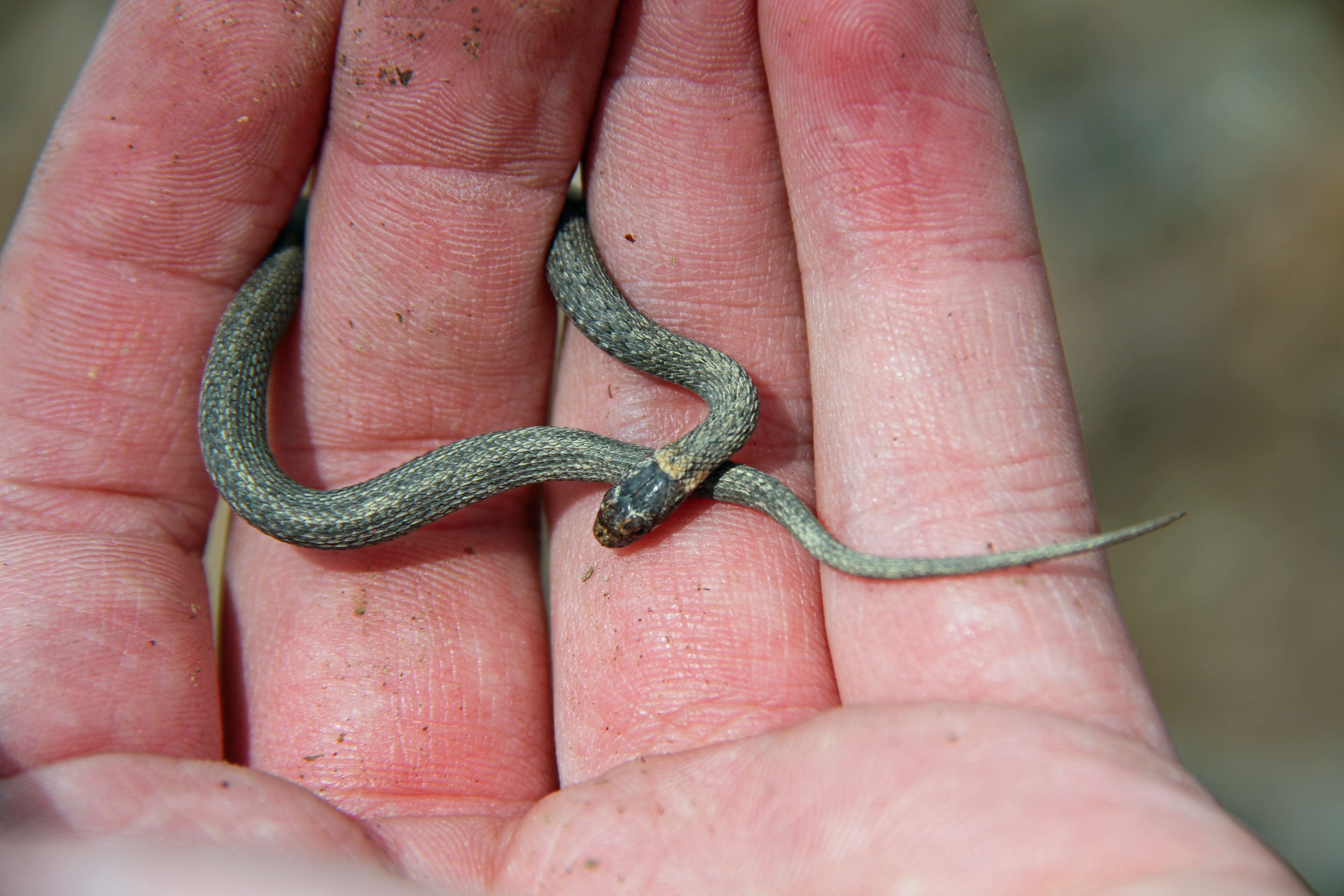

و لأن الإناث في كثير من الأحيان تتشارك عشها مع آناثي غيرها مواقع العش، فمن الشائع أن نرى العديد من البيض مع بعضه البعض. 
ويتدرج طول الثعبان من 4 الي 6 بوصة في حوالي 6 اسابيع من عملية الفقص
والبدء في التغذية والنمو بسرعة قبل بدء فصل الشتاء.
نادرا ما يرصد ثعابين الطوق تتحرك خلال النهار حتي عندما يكون عددهم كبير لانها تميل الي ان تكون سرية ويمكن ان تجدها فقدت عندما تقوم برفع الصخور أو لوحات خلال النهار في أشهر الصيف أو أوائل الخريف.
أثناء البحث عن ثعابين الطوق فمن الشائع العثور على اثنين أو أكثر من ثعابين الطوق تحت نفس الغطاء وباستخدام حاسة الشم لديهم تستطيع هذه الثعابين العودة الي محل اقامتها تحت الصخر الخاص بها 
عندما يقوم حيوان بمهاجمة ثعابين الطوق فأنها تقوم بإفراز مادة لاذعة من الطوق الوجود في رقبتها ورائحة كريهة كآلية للدفاع عن نفسها من الحيوانات المفترسة التي يمكن أن تدخل الجحور أو الحفر، مثل ثعبان الحليب الشرقي والظربان والراسرة الجنوبية السوداء والزبابة وابن عرس. 
من امثلة الحيوانات الأخرى المفترسة مثل البوم والصقور والثعالب والقطط المحلية 

## التغذية

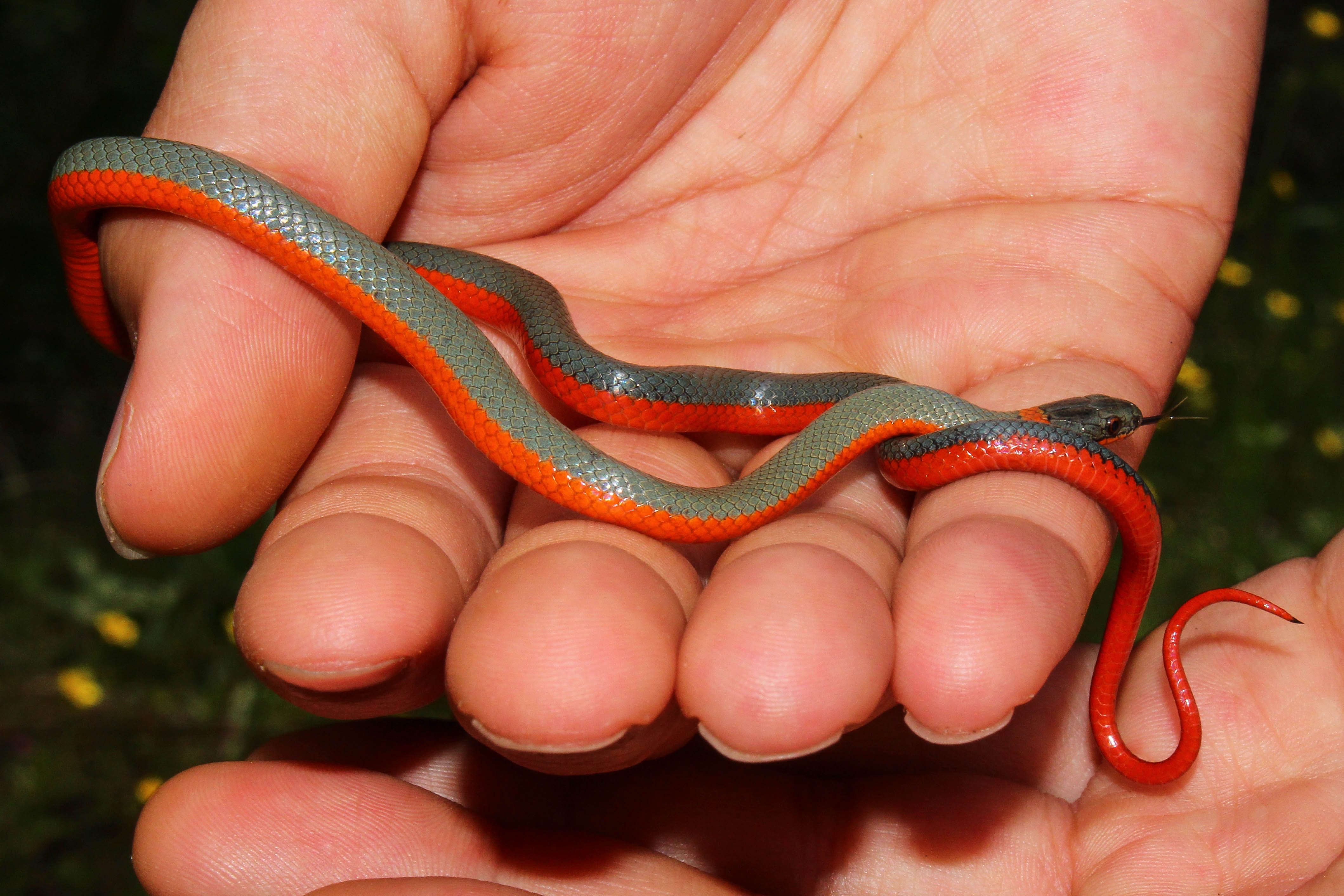

تتغذي هذه الثعابين على نطاق واسع أي مجموعة متنوعة من العناصر بما في ذلك سالاماندرز والثعابين الصغيرة والضفادع والرخويات والديدان.
وغالبا تكون السمندرات العنصر الغذائي الأكثر شيوعا وتليها ديدان الأرض.
مع مرور الأيام يصبح الجو أكثر برودة في سبتمبر وأكتوبر، الثعابين الطوق تتحرك نحو الشقوق الصخرية أو الجحور التي تقوم بها الحيوانات الأخرى. 
في كثير من الأحيان نفس المواقع تستخدم سنة بعد أخرى من قبل نفس الأفراد. وغالبا ما يتشاركون مواقعهم في الشتاء مع الثعابين الطوق الأخرى وكذلك الأنواع الأخرى.
لتحسين موطن الثعابين الطوق يجب علينا المحافظة على أي فتحات في المنحدرات اللي تحتوي علشان صخور مكشوفة أو بقايا اشجار وقطع الاخشاب
وتوفير الموطن المناسب ليس فقط للثعابين ولكن أيضا للالسمندرات التي تتغذى عليها.

## الدور البيئي
تلعب أيضا دورا بيئيا هاما تعمل وسيطة في الشبكات الغذائية للمجتمعات، وتعمل على حد سواء المفترس والفريسة على الرغم من أنها غير ضارة تماما للبشر ثعابين الطوق لديها سم ضعيف في اللعاب تستخدمه فقط لاخضاع فريستها والتي تشمل مجموعة متنوعة من اللافقاريات والبرمائيات والسحالي، والثعابين الصغيرة الأخرى. في العديد من المناطق، السمندرات وديدان الأرض هي فريسة مهمة بشكل خاص.